# 闇のギース
『闇のギース』（やみのギース）は、SNKの格闘ゲーム『餓狼伝説』シリーズと『龍虎の拳2』に登場するギース・ハワードを主題とした天獅子悦也 による日本の漫画で、『ギース・ハワード外伝』の続編。新声社のゲーム雑誌「コミックゲーメスト」に1996年から1997年にかけて不定期に掲載された 。単行本は、新声社からゲーメストコミックスとして1997年に全1巻として発売されている。
『餓狼伝説3』直後から『リアルバウト餓狼伝説スペシャル』までを扱っているが、SNK公式設定とは異なる。

## 概要
生身のギース・ハワード自身が登場していないのが特徴である（回想シーン等は除く）。ビリー・カーン、山崎竜二、ブルー・マリーが主要人物となり、テリー・ボガードの出番も増えている（以上の5名は、「あらすじ」にて紹介され、名前が赤文字で記されている）。フランコ・バッシュとホンフゥも再登場。他には望月双角（赤文字の5名以外で、唯一カラーページで紹介されている）と秦兄弟（秦崇雷・秦崇秀）が新規に加わっている。
『餓狼伝説3』のキャラクターで登場していないのはアンディ・ボガード、ジョー・ヒガシ、不知火舞、ボブ・ウィルソンの4人。『リアルバウト餓狼伝説』及び『リアルバウト餓狼伝説スペシャル』で追加されたキャラクターは、ビリーを除き登場していない。

## ストーリー、初出誌
SIDE：I　BILLY（「コミックゲーメスト」1996年7・8月合併号、「ビリー・カーン外伝」から改題）
秦の秘伝書を巡る戦い（『餓狼伝説3』）は1週間で終わった。ギースタワーは炎上したものの、テリー・ボガードから逃れ、ギース・ハワードは3本目の秘伝書を入手し、過去2200年で初めて3本を有した人物となった。
その後、ギースは姿を見せず、ビリー・カーン以下、ギース機関メンバーに音声で指示を出していた。それを見て「亡霊のようだ」と嘲笑する秦王龍。彼こそは2200年前に秘伝書を記した人物であり、秘伝書に霊体となって宿っていたのだった。3本揃ったため、ビリーにもその姿はハッキリと見える。ギースは取り合わず、ビリーに秘伝書の破棄を命じるのだった。
港から落とし、潮流に乗せて1万メートルの深海に沈め処分する、それがギースのいつものやり方だった。秘伝書も海の藻屑となろうとしている…ビリーは、それを目の前にして、ヴォルフガング・クラウザーの最期を思い出していた。と、秘伝書を収めた箱から、瘴気のようなものが噴出した。
ビリーは10年前の出来事を思い出していた。ギースと出会った最初の日。工場でビリーが大暴れし、20人以上を負傷させラインを停止させたところに、ギースが姿を現したのだった。ビリーの才能を評価したギースは、部下になるかどうかの選択を迫る。ビリーは鉄パイプを振るい、ギースに襲いかかったが、軽くいなされ、当て身投げを食らって得物を壊されてしまう。窮地に陥ったビリーに、ギースが詰め寄った。そしてビリーの望みを問いただす…だが、ビリーは違和感を覚えた。何かが記憶と違う。
そこで呪文が割って入った。ビリーの記憶を使い、秦王龍が心理攻撃を仕掛けていたのだ。それを妨害したのは、望月双角だった。秘伝書の始末を引き受けようとする望月。だが、ビリーはそれを拒んだ。両者の戦いが始まる。棒術使いとしてはビリーの方が秀でている、それを認めた望月は、術をかけた。鬼の幻影に襲われるビリー。異形の鬼はビリーからの攻撃を受け付けず、だがビリーにはダメージを与えてくる。追い詰められたビリーだったが、鬼がガラスに映らないことにヒントを得、催眠術と見破る。
秘伝書を手放せば、人々はギースへの脅威を薄れさせ反乱を起こす。とは言え、所持していたままでは、運命の男・テリーによってギースは破滅する…そう断言する望月に。動揺するビリー。
激闘の中、追い詰められたビリーに呼応して秦王龍の霊が目発動し、彼に憑依しようとするが、ビリー自身の覚悟がそれを抑え込む。それを見極め、望月は秘伝書の処理を一時的に見送り、ビリーに託したのだった。
SIDE：II　MARY（「コミックゲーメスト」1997年6月号-7月号、「竜二」前編、後編から改題）
ギースタワーの焼跡でギースとテリーが戦い、ギースが転落死した（『リアルバウト餓狼伝説』）…という噂が流れていた。
ギースが秘伝書を揃え、フランコ・バッシュは息子を取り戻し、ホンフゥは逮捕を諦めない。そして秦兄弟の姿…夢の中で、山崎竜二の前に彼らの姿が浮かんでは消えていった。さらにもう一人、反町の兄貴の姿。夢から覚めた山崎は、転がり込んでいる娼婦・ジュリア反町の部屋を出、路地裏に座り込み、酒を煽る。そこへ現れたのはブルー・マリーだった。ギースが姿を消してから数か月、その生死を確かめるよう要請するマリーに対し、敵意をむき出しにする山崎。「勝手にやらせてもらう」と言い残して去る山崎の背に、「それも予想通り」と呟くマリー。
ギース機関では、ギース本人が姿を見せないまま、ビリーが指示を出していた。支部は撤収、資金は海外のタックスヘイブンへ移す。一方、大統領の指示で、ギース機関幹部が次々と逮捕されていた。その末路は気にせず、ただ裁判を長引かせるため、検事には過去のスキャンダルを使った脅しを、捜査員には家族を人質に、証人候補は抹殺、と、容赦ない命令を下していくビリー。その冷徹な様に、部下たちはギース健在を確信していた。
山崎がギース機関の支部を強襲。対策を講じるため、ビリーはフランコ・バッシュの家を訪れ、居候同然のホンフゥに山崎の居場所をリークする。山崎を待ち伏せしたホンフゥだったが、山崎には勝てず、敗退してしまう。そこにたどり着いたマリーは、近くにギースが居ると感じた。しかし、その「気」を発していたのはギースではなくビリーだった。
ホンフゥはジュリアの家宅捜査を令状なしで行っていたが、マリーに香港警察からの帰還命令を告げられる。警察組織を離れても山崎を追う、と言い残し去るホンフゥ。ジュリアは山崎の過去を問いただす。彼の犯罪歴を聞いてもなお、山崎の元へ駆け付けようとするジュリア。
ギース機関の本部は移設、ビリー以外の部下はそちらに移った。邪魔者を片付けてから追う、というビリー。橋で待つ彼の前に、山崎が姿を現す。殺意と狂暴さが渦巻く闘いが繰り広げられ、ついに山崎の動きが止まる。とどめを刺そうとしたビリーの前に飛び出したジュリアは、棍をまともに受け、致命傷を被る。乱入者にビリーが躊躇した隙に、短刀を抜きジュリアを盾に突進する山崎。短刀が棍を滑り、ビリーの喉元に迫る。その時、秘伝書から「気」が立ち上った。それはギースの姿をしており、奥義を炸裂させて橋を破壊し、ビリーの窮地を救った。ギースの肉体は滅び、その「気」だけがビリーに救われ、秘伝書に宿っているのだった、秦王龍さえも押しのけて。ビリーと山崎は痛み分けた。山崎はジュリアの死にも動ぜず、ギースを追うことに喜びを感じていた。
ジュリアが山崎を庇って死ぬことは、マリーには予知できていた。そのために連れてきたのだ。山崎を今後も利用するために、今死なれては困るから。ブルー・マリーに任務に生きる、非情の女だった。
SIDE：III　TERRY（「コミックゲーメスト」1997年9月号-10月号）
マリーはギースの死亡を上司に報告した。しかし、その「気」は秘伝書に宿っている。ビリーが秘伝書を守っている限り、人々はギースの死を確信できないまま、文字通り亡霊に脅かされる…マリーはそう思い、秘伝書の破壊を上申する。だが、それは却下された。ならば自らの力だけで行うしかない。
一方、秦兄弟は、廃墟となったギースタワーの一室にいた。ギースの生死を確認するためである。ギースの肉体は確かに外へ転落している、だが、残された「気」があまりにも大きい。真偽を確認すべく秘伝書を呼び寄せようとしたが、部屋には結界が貼られていた。望月の仕業である。
マリーは望月と協力し、テリーを探し出す。そのテリーは迷いを持っていた。ギースは転落の際、テリーの手を払っていた。それが呪いとなり、テリーを縛っていたのだ。「ギースに本当に勝ったのか？」という迷いとなって。望月との闘い、マリーの説得を経て、テリーはギースとの決着を望み、ギースタワーへ向かう。
タワーでは秦兄弟が「気」を浪費して、やっと秘伝書を呼び寄せていた。それを持ってきたビリーは、結界を破壊。ギースの宿った秘伝書を見せる。それを取り戻そうとする兄弟と戦うビリー。優位に立ったものの、兄の「気」を吸い取った弟に苦戦。そこにテリーが現れ、秦（弟）との戦いが始まる。望月の協力で秦王龍の魂を破壊したテリーは、ギースとの最後の戦いを繰り広げる。その果てに、秘伝書は消滅し、テリーの迷いも吹っ切れていた。
事件は終わったが、ビリーがネットワークを介してギースの指令を出し続け、ギースは「幽霊」として存在し続けた。秦兄弟は記憶をなくし、本国へ送還を待つ身、望月とテリーはそれぞれ旅立っていった。任務のために手を血で染めてきたマリーは、それを見送るしかなかった。

## 登場人物
テリーから双角まではカラー口絵の登場順、それ以外は本編登場順。リンクがなく、特に説明のない人物はオリジナルキャラクター。
テリー・ボガード
『餓狼伝説』シリーズの主人公。本作ではプロローグと「SIDE：III　TERRY」のみ登場。
養父のジェフ・ボガードをギースに殺されて以来、因縁の間柄である。ブルー・マリーの予知した「ギースに破滅を呼ぶ男」。
ギース・ハワード
本作の主軸に位置する人物だが、直接の登場シーンはなく、セリフ、回想シーン、幻影などの形態で扱われる。
表面上は紳士的な実業家だが、実態はサウスタウンを牛耳ってきた裏社会のボス。初登場の『餓狼伝説(1)』（1991年）のラストボスであり、ここで敗北して転落死した、と見られていたが、シリーズ第3作『餓狼伝説スペシャル』（1993年）での再登場を経て、第4作となる『餓狼伝説3』（1995年）で完全に復活した。
「SIDE：I　BILLY」は『餓狼伝説3』直後の話であり、ギースタワーは炎上したものの、ギース自身は助かり、3本目の秘伝書も入手している。ただし、本人は姿を現さず、音声のみで指示を与えているところから、傷が重く隔離施設で治療中と思われる。
- このエピソードでビリーの回想に登場する10年前のギースは、短髪のオールバック、という点では『餓狼伝説』シリーズの姿だが、衣装は『龍虎の拳2』のスーツだった。また、当て身投げを使用している。

「SIDE：II　MARY」は『リアルバウト餓狼伝説』の後の話であり、「ギースタワーの焼跡でギースとテリーが戦い、ギースが転落死した…という噂」が流れていた。この時の戦いでギース本人は転落死しており、ビリーが秘伝書の力で「気」のみ救っていた。秦王龍を消滅させ、秘伝書に棲みつき、主の座を乗っ取っており、『リアルバウト餓狼伝説スペシャル』に登場した際の「ナイトメア」の状態となっている。
「SIDE：III　TERRY」では、前述のナイトメア状態でテリーと戦っている（『リアルバウト餓狼伝説スペシャル』の再現）。
ビリー・カーン
前作に引き続き、ギースの片腕として登場。事実上、ギース機関の新たなボス。スラム育ちで言葉遣いも柄が悪いが、ギースには敬語を使っている。
「SIDE：I　BILLY」では望月双角と対戦。棒術では優っていたものの、幻術（催眠術）により一時劣勢となる。術は破ったものの、最終的に引き分けとなった。
- このエピソードに回想シーンとして登場する10年前のビリーは、オーバーオールに鉄パイプ、と『餓狼伝説(1)』の姿に近かった。

「SIDE：II　MARY」では山崎竜二と対戦。優位に立ったが蘭入してきた一般女性に致命傷を与えたことで動揺し、その隙を山崎に突かれ、危うく一命を落とすところだったが、ギースの「気」に救われる。
「SIDE：III　TERRY」では秦兄弟と対戦。2対1にも関わらず相手を翻弄していたが、秦崇雷の「気」を吸い取り、完全体に近づいた秦崇秀により窮地に追い込まれる。テリーの参戦により虎口を脱した。
望月の見解では、ギースに父親としての存在を求めていた模様。
ブルー・マリー
防衛情報局のSクラスエージェント。コマンドサンボの他、祖父から母に受け継がれた日本古武道も使う。「気」は飛ばせないが、「気」を遣うことで未来を予知できる。ただし、秦の秘伝書には妨害されてしまう。また、テリーのように例外的に予知できない人物もいる。
任務のためには手段を選ばず、「SIDE：II　MARY」では山崎を生かすためにジュリアを犠牲にした。その反面、信条のため任務を逸脱し、「SIDE：III　TERRY」では秘伝書の破壊を目的に独断で行動し、望月と手を組んだ。
山崎竜二
沖縄出身の一匹狼の反社会的人物。「SIDE：II　MARY」のみ登場。秦の秘伝書を追っていた。
ビリー戦では鼓膜を狙って殴った他、短刀を使用してビリーを仕留めようとするなど、手段を選ばない狂暴性と凶悪さを持つ。
望月双角
本シリーズでは初登場となる。『餓狼伝説3』で初登場した、錫杖を持つ修行僧で、不知火流のライバル。本作では秘伝書が日本に入ってくるのを防いでいたといい、その消滅を目的としている。
「SIDE：I　BILLY」ではビリーと戦い、一時は催眠術で翻弄したものの、最終的に手を引いた。
「SIDE：III　TERRY」ではテリーと対戦。ギースの悪夢に怯えるテリーを立ち直らせる切っ掛けを作った。
秦王龍
秦の秘伝書を記した人物。始皇帝時代の秦の武将。魂魄となって秘伝書に宿っていた。前作『ギース・ハワード外伝』「4：予言」にて一度姿を現している。
「SIDE：I　BILLY」では健在で、音声のみのギースを「亡霊のようだ」と嘲笑していたが、そのギースに取り憑くことは出来なかった。代わりにビリーを狙ったが、こちらにも退散させられている。
その後、ギースの「気」が秘伝書に宿った際、魂を消去された模様。
ホンフゥ
香港警察の刑事でヌンチャクを使う。山崎を追って渡米してきた。前作「4：予言」以来の登場。「SIDE：II　MARY」のみ登場。
フランコの家で居候していたようだが、ビリーからの情報で山崎と対面する。しかしまたも敗北し、取り逃がしてしまう。マリーにより香港警察からの帰還命令を聞かされたが、あくまで山崎逮捕に固辞し、警察を辞めて残留する意思を伝えた。
フランコ・バッシュ
コニーヒルに居を構える元キックボクサー。前作「CHAPTER：4　予言」以来の登場。「SIDE：II　MARY」のみ登場となるが、戦闘シーンはない。
この間に息子を取り戻しているが、その影にはギース機関の情報提供があった、とビリーから明かされている。なお、息子の姿も描かれている。
反町
山崎の兄貴分で、既に故人。「SIDE：II　MARY」のみ登場。
山崎の悪夢の中に現れ、「一匹狼は常に強敵を狙うのが生き方」「手強い相手は期待を裏切らない、仲間と同じ」と語る。
公式設定では反町の風貌は菅原文太に似ているとのことだが、本作では細面で若々しい外見に描画されている。

ジュリア反町
沖縄出身で、山崎が居候している部屋の主。ギース機関配下ではなく、フリーの娼婦。「SIDE：II　MARY」のみ登場。
山崎のことはくわしく知らなかったものの、いつか山崎と一緒に故郷に帰ることを願っていた。山崎を庇ってビリーの攻撃を受け、死亡。
ジェイムズ・クーパー
マリーの上司。前作「CHAPTER：5　僭主」にて初登場。姿は「SIDE：II　MARY」に1コマのみ登場。「SIDE：III　TERRY」では電話での会話シーンのみ。
秦兄弟（秦崇雷・秦崇秀）
本シリーズでは初登場となる。『餓狼伝説3』で初登場した双生児で、秦王龍の子孫。先祖の魂を宿しているため、少年の姿からは想像もできない「気」と技を使いこなす。
「SIDE：II　MARY」には、山崎の悪夢として2コマのみ登場。本格的な登場は「SIDE：III　TERRY」のみ。秦王龍の3人の息子のうち、空龍と海龍が潜んでいる（兄が空龍、弟が海龍）。
ギースタワーの焼け跡に潜入し、秘伝書を取り戻そうとしたところを、望月の結界により封じ込まれた。ビリーにより結界が破られ脱出するが、兄弟2人がかりでもビリーに追い詰められている。この時、兄が弟に「気」を与えるよう命令したが、逆に弟から「気」を吸収されてしまう（この時点で兄は廃人同様になっている）。
兄の「気」を奪った弟はビリーを圧倒するが、乱入してきたテリーから霊体にダメージを与えられ、望月の協力で霊体が消滅、弟もただの少年に戻ってしまった。
事件後、兄弟はその言動が精神障害によるものと判断され、本国に送還されることとなった。兄は車椅子姿で、意識がない模様。

## 秘伝書の設定
前作『ギース・ハワード外伝』と異なる部分がある。
「SIDE：I　BILLY」
秘伝書を記した秦王龍の魂が宿っており、会話も可能である。また、「持ち主を滅ぼす運命の男が現れる」と望月が語る（ここまでは前作同様）。
「SIDE：II　MARY」
秘伝書を揃えると転生できる模様（秦兄弟の言。ただし山崎の悪夢の中で）。
ビリーがギースの死に際し「気」のみ秘伝書の力で救出できた、と語る。秦王龍の魂は排除（吸収）されている。
「SIDE：III　TERRY」
「持ち主を失えば、秦兄弟の元に帰ってくる」と彼ら自身が語る。
正伝無道流口伝（望月の言）によると、「不死身の完全体を作る方法を完成させ、秘伝書に暗号として隠した」。マリーと望月が想像したところでは、秘伝書の暗号はクローン技術についてであり、3兄弟は秦王龍の息子ではなくクローン。
2200年前、秦王龍を秘伝書に追い込んだのは我々（秦崇雷（空龍）の言）。

## 書誌情報
- 天獅子悦也『闇のギース（ギース・ハワード外伝シリーズ）』 新声社〈ゲーメストコミックス〉、全1巻
  1. 1997年1月発売、ISBN 978-4881994115

- 天獅子悦也『ギース・ハワード外伝ー闇のギース』復刊ドットコム〈電子書籍〉、全1巻　2025年3月21日配信開始